# Néstor Calderón
Néstor "Avión" Calderón Enríquez (ur. 14 lutego 1989 w Guadalajarze) – meksykański piłkarz występujący na pozycji lewego skrzydłowego, obecnie zawodnik Guadalajary.

## Kariera klubowa
Calderón pochodzi z Guadalajary i jako dwunastolatek rozpoczął treningi w słynnej akademii juniorskiej tamtejszego klubu Chivas de Guadalajara. Cztery lata później zrezygnowano jednak z jego osoby, uznając go za mało perspektywicznego. Kilka miesięcy później został wypatrzony przez wysłanników zespołu Deportivo Toluca, gdzie wkrótce się przeniósł, zaś w wieku dziewiętnastu lat został włączony przez szkoleniowca José Manuela de la Torre do pierwszej drużyny. W meksykańskiej Primera División zadebiutował 26 lipca 2008 w przegranym 1:2 spotkaniu z Atlante, zaś premierowego gola strzelił 28 września tego samego roku w wygranej 2:1 konfrontacji z Santosem Laguna. Od razu został kluczowym zawodnikiem drużyny i już w swoim pierwszym, jesiennym sezonie Apertura 2008 wywalczył z nią tytuł mistrza Meksyku, a sam został wybrany w plebiscycie Meksykańskiego Związku Piłki Nożnej odkryciem sezonu. Półtora roku później, w wiosennym sezonie Bicentenario 2010, zdobył ze swoją ekipą kolejne mistrzostwo Meksyku, zaś ogółem w Toluce spędził cztery lata.
Latem 2012 Calderón przeszedł do drużyny CF Pachuca, gdzie jednak nie odniósł żadnych sukcesów i nie potrafił wywalczyć sobie miejsca w wyjściowym składzie. Wobec tego już po upływie pół roku na zasadzie transakcji wiązanej za sumę 1,7 miliona dolarów wraz z kolegą z drużyny Mauro Cejasem został zawodnikiem zespołu Santos Laguna z miasta Torreón – w odwrotną stronę powędrowali natomiast Daniel Ludueña i Christian Suárez. Tam z kolei szybko został podstawowym piłkarzem formacji ofensywnej, w 2013 roku docierając z klubem do finału najbardziej prestiżowych rozgrywek północnoamerykańskiego kontynentu – Ligi Mistrzów CONCACAF. W sezonie Apertura 2014 zdobył z Santosem Laguna puchar Meksyku – Copa MX, zaś pół roku później, podczas wiosennych rozgrywek Clausura 2015, będąc czołowym skrzydłowym ligi, wywalczył z ekipą Pedro Caixinhi trzeci w swojej karierze tytuł mistrza Meksyku. W tym samym roku osiągnął także superpuchar Meksyku – Campeón de Campeones.
W lipcu 2016 Calderón został wypożyczony do swojego macierzystego Chivas de Guadalajara. Jeszcze w tym samym roku wygrał z nią mniej prestiżowy z krajowych superpucharów – Supercopa MX.
| Sezon     | Klub                  | Kraj   | Rozgrywki | Mecze | Bramki |
| --------- | --------------------- | ------ | --------- | ----- | ------ |
| 2008/2009 | Deportivo Toluca      | Meksyk | Liga MX   | 35    | 4      |
| 2009/2010 | Deportivo Toluca      | Meksyk | Liga MX   | 41    | 6      |
| 2010/2011 | Deportivo Toluca      | Meksyk | Liga MX   | 34    | 7      |
| 2011/2012 | Deportivo Toluca      | Meksyk | Liga MX   | 25    | 5      |
| 2012/2013 | CF Pachuca            | Meksyk | Liga MX   | 10    | 0      |
| 2012/2013 | Santos Laguna         | Meksyk | Liga MX   | 17    | 0      |
| 2013/2014 | Santos Laguna         | Meksyk | Liga MX   | 30    | 3      |
| 2014/2015 | Santos Laguna         | Meksyk | Liga MX   | 32    | 7      |
| 2015/2016 | Santos Laguna         | Meksyk | Liga MX   | 27    | 5      |
| 2016/2017 | Chivas de Guadalajara | Meksyk | Liga MX   |       |        |

## Kariera reprezentacyjna
W 2009 roku Calderón został powołany przez szkoleniowca Juana Carlosa Cháveza do reprezentacji Meksyku U-20 na Mistrzostwa Ameryki Północnej U-20. Tam był głównie rezerwowym piłkarzem swojej drużyny; wystąpił we wszystkich trzech spotkaniach w pełnym wymiarze czasowym (w dwóch po wejściu z ławki). Jego kadra zanotowała wówczas bilans remisu i dwóch porażek, wobec czego zajęła ostatnie, czwarte miejsce w grupie i nie zdołała zakwalifikować się na Mistrzostwa Świata U-20 w Egipcie.
W 2011 roku Calderón znalazł się w ogłoszonym przez Luisa Fernando Tenę składzie rezerwowej reprezentacji złożonej głównie z zawodników z rocznika '89, mającej pod szyldem dorosłej kadry wziąć udział w turnieju Copa América. Zaledwie kilka dni przed rozpoczęciem rozgrywek razem z siedmioma innymi zawodnikami złamał jednak wewnętrzne zasady drużyny, wskutek czego został wydalony z zespołu, zawieszony w prawach reprezentanta na pół roku, a ponadto ukarany grzywną przez Meksykański Związek Piłki Nożnej. W marcu 2012, już po odbyciu dyskwalifikacji, został powołany przez Tenę do reprezentacji Meksyku U-23 na turniej eliminacyjny do Igrzysk Olimpijskich w Londynie, podczas którego pełnił rolę rezerwowego, pojawiając się na boisku raz na pięć możliwych spotkań. Jego zespół triumfował ostatecznie w kwalifikacjach, wygrywając w finale po dogrywce z Hondurasem (2:1). Dwa miesiące później wziął udział w prestiżowym towarzyskim Turnieju w Tulonie, gdzie wystąpił w dwóch z pięciu meczów (w obydwóch po wejściu z ławki), wraz z resztą drużyny wygrywając te rozgrywki po pokonaniu w finale Turcji (3:0).
W seniorskiej reprezentacji Meksyku Calderón zadebiutował za kadencji selekcjonera Javiera Aguirre, 30 września 2009 w przegranym 1:2 meczu towarzyskim z Kolumbią.